# Filipo II Filorromano

Filipo II Filorromano (en griego: Φίλιππος ὁ Φιλορωμαῖος, "Amigo de los romanos") o Baripous (Βαρύπους, "Pie pesado") de la dinastía seléucida, fue rey de Siria desde el año 65 a. C. al 63 a. C. Hijo de Filipo I Filadelfo, Cneo Pompeyo Magno fue árbitro de su disputa por el trono con Antíoco XIII Asiático. Pese a que Pompeyo decidió convertir Siria en provincia romana, reinó en parte del país como cliente romano hasta el año 63 a. C.

## Biografía

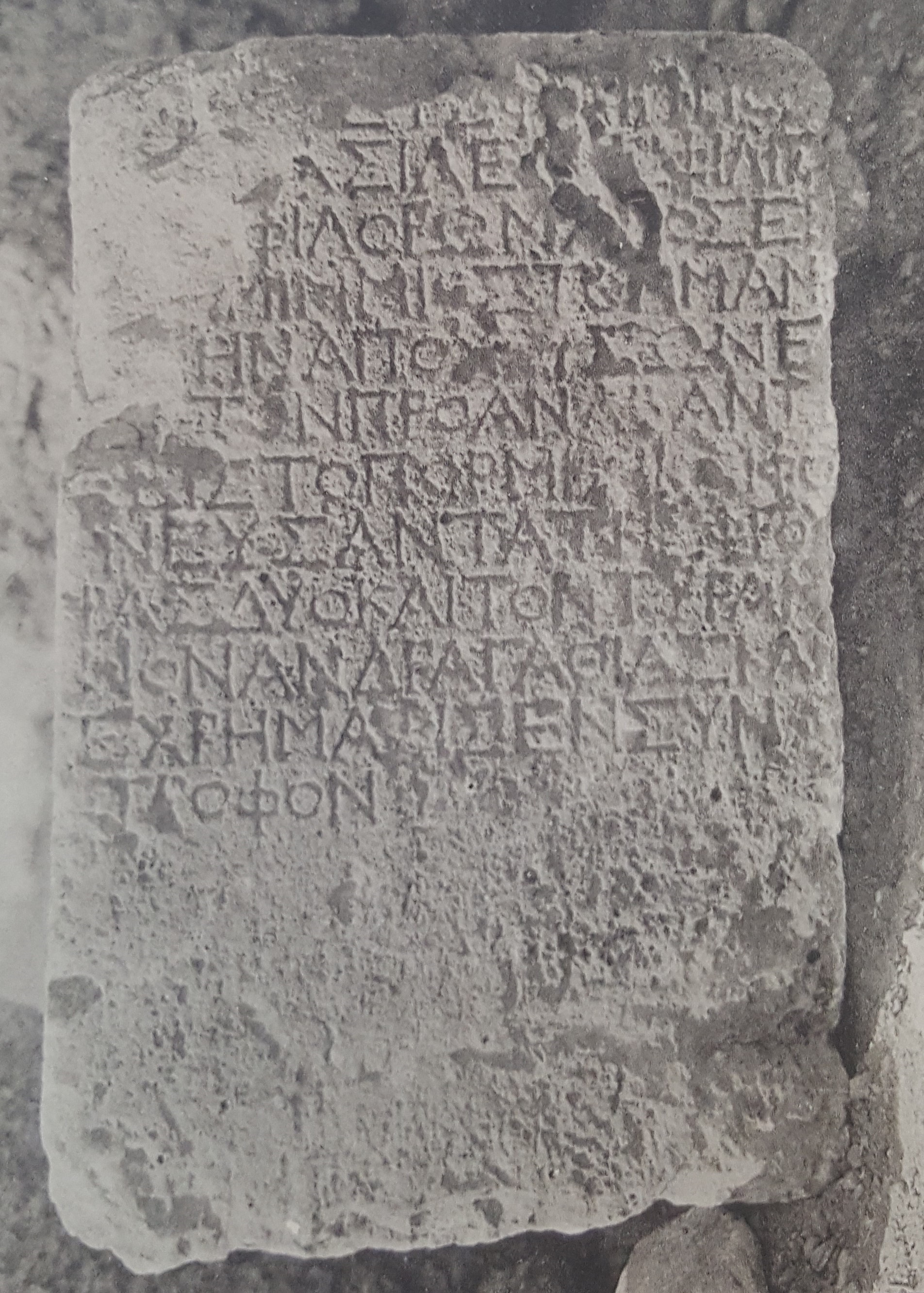
Inscripción de Filipo II en Cilicia.

Era hijo del gobernante Filipo I Filadelfo, y reinó en algunas áreas de Siria a principios de los años 60 a  C., como rey cliente del general romano Pompeyo, buscó el favor del general romano. Se disputó el trono de Siria con su primo Antíoco XIII Asiático entre el 69 y el 64 a. C. En el 67 contribuyó a la guerra de Roma contra los piratas. Consiguió establecerse en Antioquía con el apoyo de Pompeyo, a pesar de la expansión de los nabateos, que habían capturado a su rival, y a quien expulsó de su reino con la ayuda de la población de su capital, Antioquía de Siria, y de un soberano de Cilicia (67/66 a. C.). En el 64 a. C. Pompeyo destronó a Antíoco y anexó Siria a la República romana; Filipo continuó reinando durante algún tiempo sobre Cilicia.
Antíoco murió asesinado por un jeque árabe y Filipo II se cree que sobrevivió, ya que en el 56 a. C.se menciona a un príncipe de nombre Filipo un tiempo después como futuro esposo de Berenice IV de Egipto de Egipto, a fin de  tomar el trono del reino ptolemaico de Egipto, unión que nunca se celebró, ya que el gobernador de Siria, Aulo Gabinio, opuesto al enlace, mató a Filipo.
Aunque la figura de Filipo es históricamente insignificante, con él se extinguió la dinastía seléucida, que durante once generaciones había reinado sobre buena parte del mundo helenístico.
| Predecesor: Antíoco XIII Asiático | Rey seléucida de Siria rey cliente de Roma 65 - 63 a. C. contra Antíoco XIII Asiático (65-64 a. C.) | Sucesor: Siria (provincia romana) |